# Zsanett Jakabfi
Zsanett Jakabfi (Lengyeltóti, 18 febbraio 1990) è un'ex calciatrice ungherese, di ruolo centrocampista.
Dopo aver iniziato l'attività agonistica in patria, con il MTK Hungária, si è legata dal 2009 alla squadra tedesca, con la quale ha rinnovato il contratto fino all'estate 2021, è alla stagione 2020-2021 la seconda giocatrice più longeva dietro ad Anna Blässe, con le biancoverdi dal 2007.
Per otto volte votata come giocatrice ungherese dell'anno, ha inoltre vestito la maglia della nazionale ungherese dalle giovanili fino alla nazionale maggiore, senza mai ottenere risultati di rilievo (quello più rappresentativo è il quinto posto alla Cyprus Cup 2016), giocando in quest'ultima dal 2007 al 2020, anno in cui ha preso la decisione di abbandonare la nazionale, siglando 31 reti su 62 presenze.
Si è ritirata dal calcio giocato al termine della stagione 2020-2021 dopo aver giocato dodici stagioni consecutive con la maglia del Wolfsburg.

## Palmarès

### Club

#### Competizioni nazionali
- Campionato tedesco: 6

Wolfsburg: 2012-2013, 2013-2014, 2016-2017, 2017-2018, 2018-2019, 2019-2020
- Coppa di Germania: 7

Wolfsburg: 2012-2013, 2014-2015, 2015-2016, 2016-2017, 2017-2018, 2018-2019, 2019-2020

#### Competizioni internazionali
- UEFA Women's Champions League: 2

Wolfsburg: 2012-2013, 2013-2014

### Individuale
- Capocannoniere della UEFA Women's Champions League: 1

2016-2017 (8 reti a pari merito con Vivianne Miedema)
- Giocatrice ungherese dell'anno: 8